# Championnats de Tunisie d'athlétisme 2013
Navigation
2012 2014
Les championnats de Tunisie d'athlétisme 2013 sont une compétition tunisienne d'athlétisme disputée en 2013. Ils se disputent les 15 et 16 juin pour les épreuves de marche, de fond et de combinés puis du 3 au 5 juillet pour les autres épreuves, le tout au stade d'athlétisme de Radès, situé à côté du stade olympique.

## Palmarès
| Discipline             | Hommes                             | Hommes         | Femmes                                  | Femmes          |
| ---------------------- | ---------------------------------- | -------------- | --------------------------------------- | --------------- |
| 100 m                  | Walid Nsiri                        | 11 s           | Abir Barkaoui                           | 12 s            |
| 200 m                  | Rabie Abdelaziz                    | 22 s           | Abir Barkaoui                           | 24 s 1          |
| 400 m                  | Walid Lajdel                       | 48 s 9         | Abir Barkaoui                           | 56 s 5          |
| 800 m                  | Mohamed Slimani                    | 1 min 53 s 7   | Halouma Jerfal                          | 2 min 20 s 2    |
| 1 500 m                | Ziad Ben Othman                    | 3 min 58 s 9   | Halouma Jerfal                          | 4 min 56 s 5    |
| 5 000 m                | Mohamed Guebli                     | 14 min 32 s 9  | Halouma Jerfal                          | 17 min 52 s 5   |
| 10 000 m               | Mohamed Ali Gmati                  | 30 min 39 s 7  | Amira Saghraoui                         | 37 min 52 s 7   |
| 100 m haies            |                                    |                | Nada Cheroudi                           | 14 s 2          |
| 110 m haies            | Sabri Neffati                      | 14 s 9         |                                         |                 |
| 400 m haies            | Mondher Rabhi                      | 55 s 5         | Abir Barkaoui                           | 1 min 1 s 6     |
| 3 000 m steeple        | Amor Ben Yahia                     | 8 min 35 s 8   | Halouma Jerfal                          | 10 min 56 s 7   |
| Relais 4 × 100 mètres  | Club sportif de la Garde nationale | 44 s           | Athletic Club de Nabeul                 | 52 s 8          |
| Relais 4 × 400 mètres  | Sfax Université Club               | 3 min 30 s 4   | Club municipal d'athlétisme de Kairouan | 4 min 22 s 9    |
| Saut en longueur       | Marouane Mansour                   | 7,51 m         | Abir Barkaoui                           | 5,73 m          |
| Triple saut            | Aymen Hemissi                      | 14,38 m        | Maroua Boumaiza                         | 11,84 m         |
| Saut en hauteur        | Mohamed Mehdi                      | 1,90 m         | Maroua El Najjar                        | 1,60 m          |
| Saut à la perche       | Sami Belrhaiem                     | 4,90 m         | Dora Mahfoudhi                          | 3,80 m          |
| Lancer du poids        | Mohamed Béchir Ben Rhouma          | 15,14 m        | Nada Cheroudi                           | 13,62 m         |
| Lancer du disque       | Mohamed Ali Mejri                  | 43,88 m        | Tehani Jebali                           | 30,36 m         |
| Lancer du marteau      | Mohsen Anani                       | 70,39 m        | Hiba Cherni                             | 46,25 m         |
| Lancer du javelot      | Sadok Anane                        | 64,43 m        | Amani Ben Salem                         | 31,35 m         |
| Décathlon              | Walid Nsiri                        | 7 134 points   |                                         |                 |
| Heptathlon             |                                    |                | Nada Cheroudi                           | 5 358 points    |
| Semi-marathon          |                                    |                |                                         |                 |
| 10 km marche sur piste | Oussama Fersi                      | 46 min 32 s 5  | Pas de concurrentes                     | -               |
| 15 km marche sur route | Khaled Othmani                     | 1 h 19 min 5 s | Olfa Lafi                               | 1 h 21 min 57 s |

## Classement par équipes
| Rang | Équipe                                  | Titres | 2e place | 3e place | Total podiums |
| 1    | Club municipal d'athlétisme de Kairouan | 13     | 4        | 3        | 20            |
| 2    | Club sportif de la Garde nationale      | 8      | 9        | 5        | 22            |
| 3    | Athletic Club de Nabeul                 | 6      | 3        | 4        | 13            |
| 5    | Club sportif sfaxien                    | 3      | 1        | 2        | 6             |
| 6    | Association sportive militaire de Tunis | 2      | 6        | 4        | 12            |
| 7    | Club d'athlétisme de Korba              | 2      | 2        | 2        | 6             |
| 4    | Sfax Universitaire Club                 | 3      | 2        | 1        | 6             |